# Once (canción de Pearl Jam)
«Once» es la canción que abre el álbum debut de Pearl Jam, Ten. Es precedida por un pequeño interludio del track oculto del disco, la canción "Master/Slave". Además de aparecer en el álbum Ten, esta canción apareció como lado B del sencillo "Alive" y como parte del disco de grandes éxitos de la banda Rearviewmirror: Greatest Hits 1991-2003. "Once" además puede considerarse como una de las primeras letras escritas por Eddie Vedder, ya que forma parte de las canciones a las que compuso y grabó su voz a partir de la demo que a la larga se convertirá en la Trilogía Mamasan.

## Significado de la letra
Su título original era "Agytian Crave" dentro de los demos de The Gossman Project, además de ser el capítulo intermedio de la Trilogía Mamasan, precedida por la historia contada en "Alive" y seguida de "Footsteps". En "Once" se narra la historia del descenso de un hombre a la locura, misma que lo hace convertirse en asesino en serie.